# Seladerma simplex
Seladerma simplex is een vliesvleugelig insect uit de familie Pteromalidae. De wetenschappelijke naam is voor het eerst geldig gepubliceerd in 1876 door Thomson.